# Црна мачка, бели мачор
Црна мачка, бели мачор је југословенска филмска комедија из 1998. године. Режисер филма је Емир Кустурица, а сценарио потписују Гордан Михић и Емир Кустурица. Продукцијске куће које су урадиле филм су: CiBy 2000, Pandora Filmproduktion, Комуна и FRANCE 2 CINEMA. Музику за филм су урадили  Ненад Јанковић, Војислав Аралица и Дејан Спаравало.

## Радња
Прича о пријатељству, љубави и одрастању на развалинама једног друштва у условима када систем моралних вредности нестаје. У центру збивања су двојица пријатеља, иначе моћних стараца чија је заједничка жеља да материјално обезбеде своје потомство. Један од њих жели да богато ожени свог унука, а други тражи решење за своју ситуацију у позајмљивању новца. Жеље су једно а стварност је друго...
Матко Дестанов живи са својим 17-годишњим сином Заретом на обали Дунава негде у близини Бугарске. Велики је коцкар и ситни криминалац. Матков план је да саботира читав воз са кријумчареним горивом. Када се та операција изјалови, Матко остаје дужан Дадану, локалном газди. Задужио се, а део дуга би му се отписао ако би свог сина оженио 8 година старијом Афродитом Карамболо, званом Бубамара због своје висине. Она је иначе сестра Дадана Карамбола, човека коме Матко дугује новац. Али проблеми настају када се Заре заљуби у Иду, а и Бубамара не жели да се уда јер чека свог „принца на белом коњу“.

## Улоге
| Глумац                  | Улога              |
| ----------------------- | ------------------ |
| Бајрам Северџан         | Матко Дестанов     |
| Срђан Жика Тодоровић    | Дадан Карамболо    |
| Бранка Катић            | Ида                |
| Флоријан Ајдини         | Заре Дестанов      |
| Љубица Аџовић           | Сујка              |
| Забит Мемедов           | Зарије Дестанов    |
| Сабри Сулејман          | Грга Питић         |
| Салија Ибраимова        | Афродита Карамболо |
| Јашар Дестани           | Грга велики        |
| Аднан Бекир             | Грга мали          |
| Стојан Сотиров          | Царински службеник |
| Предраг Лаковић         | Први матичар       |
| Предраг Мики Манојловић | Други матичар      |
| Соња Дамјановић         | Девојка            |
| Здена Хуртоцакова       | Црни Обелиск       |
| Јелена Јовичић          | Даданова девојка 1 |
| Весна Ристановић        | Даданова девојка 2 |
| Наталија Бибић          | Даданова девојка 3 |
| Миназа Алијевић         | Даданова сестра 1  |
| Јаворка Асановић        | Даданова сестра 2  |
| Нена Костић             | Даданова сестра 3  |
| Десанка Костић          | Идина другарица    |
| Ирфан Јагли             | телохранитељ 1     |
| Асим Џемаили            | телохранитељ 2     |
| Ирфан Јагли             | телохранитељ 3     |
| Сећо Ћерими             | телохранитељ 4     |
| Сафро Дернај            | телохранитељ 5     |
| Небојша Крстагић        | телохранитељ 6     |
| Дејан Спаравало         | Виолиниста 1       |
| Жељко Стефановић        | Виолиниста 2       |
| Рифат Сулејман          | Диско плесач       |
| Браћа Теофиловићи       | Дует               |
| Весна Почуча Шана       |                    |
| Александра Пор          |                    |

## Награде
Филм је 1999. године добио награду за најбољи сценарио на Фестивалу филмског сценарија у Врњачкој Бањи.

## Културно добро
Југословенска кинотека је, у складу са својим овлашћењима на основу Закона о културним добрима, 28. децембра 2016. године прогласила сто српских играних филмова (1911-1999) за културно добро од великог значаја. На тој листи се налази и филм "Црна мачка, бели мачор".